# Kruševo (gmina Pljevlja)
Kruševo (cyr. Крушево) – wieś w Czarnogórze, w gminie Pljevlja. W 2011 roku liczyła 42 mieszkańców.